# Cho Tae-yul
Cho Tae-yul (hangeul : 조태열), né le 10 novembre 1955 à Séoul, est un diplomate sud-coréen. Il est ministre des Affaires étrangères de la Corée du Sud à partir du 9 janvier 2024.

## Biographie

### Jeunesse et études
Cho Tae-yul naît le 10 novembre 1955 à Séoul. Il sort diplômé de l'université nationale de Séoul en 1979, avec un Bachelor of Laws, avant d'intégrer le programme diplomatique de l'université d'Oxford, qu'il termine en 1983.

### Début de carrière
Il rejoint le ministère des Affaires étrangères sud-coréen en 1979 et sert au sein de représentations diplomatiques à l'étranger, notamment en Thaïlande, aux États-Unis et en Arabie saoudite, jusque dans les années 1990.
Cho Tae-yul est nommé ambassadeur de la Corée du Sud en Espagne en 2008. De 2013 à 2016, il est second vice-ministre des Affaires étrangères dans le gouvernement Park Geun-hye, fonction dans laquelle il gère les affaires économiques et multilatérales. Il devient ensuite représentant permanent aux Nations unies de 2016 à 2019.
Il se spécialise au cours de sa carrière dans les affaires économiques et le commerce international. Il dirige notamment le comité des litiges de l'Organisation mondiale du commerce,.

### Ministre des Affaires étrangères
Le 19 décembre 2023, il est choisi comme candidat à la fonction de ministre des Affaires étrangères de la Corée du Sud par le président Yoon Suk-yeol, en remplacement de son prédécesseur Park Jin. Il est officiellement nommé le 9 janvier 2024. 
En février 2024, il organise un entretien téléphonique avec son homologue chinois, Wang Yi, durant lequel sont discutés les principales questions des relations bilatérales sino-coréennes, notamment l'attitude adoptée vis-à-vis de la Corée du Nord.
Le 10 avril 2025, il se rend à Damas et rencontre le ministre syrien des Affaires étrangères du gouvernement de transition, Assaad al-Chaibani. Cette visite permet aux deux pays d'établir pour la première fois des relations bilatérales, alors que la Corée du Sud était le dernier grand pays à n'avoir pas encore normalisé ses relations avec la Syrie.